# Uroobovella browningi
Uroobovella browningi es una especie de arácnido del orden Mesostigmata de la familia Urodinychidae.

## Distribución geográfica
Se encuentra en el sur de África.